# Coleura afra
Coleura afra је сисар из реда слепих мишева (Chiroptera).

## Угроженост
Ова врста је наведена као последња брига, јер има широко распрострањење и честа је врста.

## Распрострањење
Ареал врсте Coleura afra обухвата већи број држава. 
Врста има станиште у Мадагаскару, Нигерији, ДР Конгу, Анголи, Бенину, Гани, Гвинеји, Тогу, Судану, Етиопији, Сомалији, Кенији, Танзанији, Мозамбику, Централноафричкој Републици, Обали Слоноваче, Џибутију, Еритреји, Гвинеји Бисао, Уганди, Бурундију и Руанди.

## Станиште
Станишта врсте су шуме, саване и језера и језерски екосистеми.